# Termeno sulla Strada del Vino
Termeno sulla Strada del Vino (en allemand, Tramin an der Weinstraße) est une commune italienne d'environ 3 400 habitants située dans la province autonome de Bolzano dans la région du Trentin-Haut-Adige dans le nord-est de l'Italie.

## Économie
- Viticulture : le val de Tramin est l'origine des cépages de la famille des Traminers, particulièrement du cépage Gewurztraminer, qui donne le vin blanc Gewurztraminer d'Alsace, et plusieurs des Vins du Sud-Tyrol (Italie)[2].
- Arboriculture fruitière
- Tourisme

## Culture
- Liste de bâtiments et monuments de Tramin (de)

## Fêtes, foires
- Carnaval

La noce de Jeannot le herseur (Hansl der Egetmann (it)) a lieu le Mardi gras des années impaires, depuis 1591. Le défilé comprend des chars traditionnels représentant les divers métiers de Tramin et des personnages typés, voire monstrueux, avec une tonalité souvent grivoise.
Les années paires, c'est un défilé moins traditionnel mais adapté aux enfants qui se déroule.

## Administration

### Liste des maires
| Période                                  | Période  | Identité           | Étiquette | Qualité |
| ---------------------------------------- | -------- | ------------------ | --------- | ------- |
| 1952                                     | 1956     | Franz Stofferin    |           |         |
| 1956                                     | 1969     | Fritz Morandell    |           |         |
| 1969                                     | 1985     | Oswald Oberhofer   |           |         |
| 1985                                     | 1995     | Erwin Bologna      |           |         |
| 1995                                     | 2005     | Meinrad Oberhofer  |           |         |
| 2005                                     | 2015     | Werner Dissertori  | SVP       |         |
| 2015                                     | En cours | Wolfgang Oberhofer | SVP       |         |
| Les données manquantes sont à compléter. |          |                    |           |         |

### Jumelages
- Rödermark (Allemagne) depuis 1978
- Mindelheim (Allemagne) depuis 1994
- Schwaz (Autriche) depuis 1998
- Verbania (Italie) depuis 1994

### Hameaux
Sella, Ronchi

### Communes limitrophes
Les communes limitrophes sont  Amblar-Don, Caldaro sulla Strada del Vino, Cortaccia sulla Strada del Vino, Egna, Montagna sulla Strada del Vino, Ora, Predaia, Sfruz et Vadena.